# 柳峠

柳峠（やなぎとうげ）は、福岡県田川郡添田町と京都郡みやこ町の境にある峠。国道500号が通る。

## 地理
英彦山、鷹ノ巣山などの山々が連なる筑紫山地に位置する。標高が800 mを越す峠なので冬季は積雪・路面凍結に見舞われる。国道500号をみやこ町方面に進むと、大分県境の野峠である。野峠同様にカーブが連続する典型的な峠道であるため、交通量はさほど多くない。秋になると紅葉がきれいである。